# Svante Pedersson
Tord Svante Pedersson, född 21 augusti 1919 i Ljuså i Överluleå församling, död 5 oktober 2016 i Falun, var en svensk järnvägstjänsteman och politiker (socialdemokrat).

## Biografi
Som barn fick han ofta ta hand om sina yngre bröder då modern låg på sjukhus och hans far arbetade. Han blev intresserad av politik och blev som 17-åring ordförande för den kommunistiska ungdomsklubben i Porjus. I början av 1940 började Pedersson sin karriär inom SJ. Det var också omkring den här tiden han blev mer involverad i arbetarrörelsen och fackföreningen.
Efter att Boklotteriets föreståndare Carl-Emil Englund avlidit blev Pedersson 1964 den nya föreståndaren. Under hans tid som föreståndare ombildades lotteriet 1965 till stiftelsen Litteraturfrämjandet. Han efterträddes 1970 som föreståndare av Rune Ovik. Pedersson var även föreståndare på LO-skolan i Brunnsvik mellan åren 1958 och 1966.
Pedersson var tjänsteman och expert på medbestämmande i Finansdepartementet 1970–1977 och 1978–1981 en av Transports ledamöter i LO:s representantskap och i den rollen beslutsfattare på LO-kongressen 1981. Han var kanslichef vid Arbetslivscentrum 1981–1983.
Pedersson hade tre barn. År 1995 skrev han tillsammans med sin äldsta son Lasse Föreningsboken.